# Diyarbakırspor Kulübü
El  Diyarbakırspor Kulübü és un club de futbol turc de la ciutat de Diyarbakır.

## Història
El club va ser fundat l'any 1968. Jugà a la primera divisió durant 10 temporades i la seva millor posició fou una cinquena a la temporada 1978-79.

## Trajectòria esportiva
- Primera divisió: 1977-1980, 1981-1982, 1986-1987, 2001-2006
- Segona divisió: 1976-1977, 1980-1981, 1982-1986, 1987-2001, 2006-
- Tercera divisió: 1968-1976